# Aspidosmia volkmanni
Aspidosmia volkmanni là một loài Hymenoptera trong họ Megachilidae. Loài này được Friese mô tả khoa học năm 1909.